# Królowie Galacji

## Tetrarchowieceltyckichplemion wGalacji
- Zależność od Pergamonu 183–168, 166–133 p.n.e.
- Zależność od Pontu 88–85
- Zależność od Rzymu 47 p.n.e. – 125 n.e.

### TetrarchowieTolistoagów
- Eposognatos (ok. 189 p.n.e.)
- Ortagion (ok. 189)
- Nieznani władcy
- (?)Sinoryks (?-70?)
- Dejotar I Filoromajos (70–40; król Galacji 63–40) [syn]

### TetrarchowieTektosagów
- Lonnorius (Leonnorius) (278 p.n.e. –?)
- Luturius (Lutarius) (278–?)
- Kastor (63–43/2) [zięć Dejotara I]
- Domnilaus (koregent? 48–?) [brat?]
- Dejotar I Filoromajos (43/2–40; król Galacji 63–40) [teść Kastora]
- Panowanie Galacji(?) 40–36
- Adiatoryks (ok. 36–30) [syn Domnilausa]
- Podbój przez Paflagonię 30

### TetrarchowieTrokmów
- Brogitarus (63–52/1)
- Dejotar I Filoromajos (52/1–47; usunięty; król Galacji 63–40) [teść]
- Mitrydates z Pergamonu (47) [siostrzeniec Brogitarusa]
- Dejotar I (2. panowanie 47–40)
- Amyntas (40/39–25; król Galacji 36–25) [zięć]

## Władcy świątynnego państwa bogini Kybele wPesynuncie(Pessinus)
- Niezależność przed 241–183 p.n.e.
- Zależność od Pergamonu 183–166 p.n.e.
- Attis (arcykapłan 164 – po 157 p.n.e.)
- Pyteutos (ok. 102)
- Batakes (ok. 100)
- Brogitarus (z tytułem „króla” 63–58; usunięty)
- Panowanie Galacji 58–25

## KrólowieGalacji
- Dejotar I Filoromajos (63–40)
- Dejotar II (koregent 51–43) [syn]
- Kastor (40–36; król Paflagonii i Małej Armenii 40–36) [syn Kastora, tetrarchy Tektosagów i Adobogiony, córki Dejotara I]
- Amyntas (36–25) [zięć Dejotara I; syn Dyitalosa]
- Podbój Galacji przez Rzym i utworzenie prowincji Galacja 25